# Christophe Rochus
Christophe Rochus (Namur, Bélgica, 15 de diciembre de 1978) es un extenista profesional belga. Es hermano de otro tenista profesional, Olivier Rochus.
En su palmarés posee un título en dobles, en 2000.

## Títulos (1;0+1)

### Individuales (0)
| Leyenda                |
| Grand Slam (0)         |
| Tennis Masters Cup (0) |
| ATP Masters Series (0) |
| ATP Tour (0)           |

### Finalista en individuales (2)
- 2003: Valencia (pierde ante Juan Carlos Ferrero)
- 2006: Róterdam (pierde ante Radek Štěpánek)

### Clasificación en torneos del Grand Slam
| Torneo             | 2010 | 2009 | 2008 | 2007 | 2006 | 2005 | 2004 | 2003 | 2002 | 2001 | 2000 | 1999 | Títulos |
| ------------------ | ---- | ---- | ---- | ---- | ---- | ---- | ---- | ---- | ---- | ---- | ---- | ---- | ------- |
| Australian Open    | 1r   | 1r   | -    | 1r   | 1r   | 2r   | 1r   | 2r   | 2r   | 3r   | 4r   | -    | 0       |
| Roland Garros      | -    | 3r   | -    | 1r   | 2r   | 1r   | 2r   | 2r   | 1r   | 1r   | 1r   | 1r   | 0       |
| Wimbledon          | -    | 1r   | 1r   | -    | 1r   | 1r   | 1r   | 1r   | 1r   | 1r   | 2r   | -    | 0       |
| US Open            | -    | 1r   | -    | -    | 1r   | 1r   | -    | 1r   | -    | 2r   | 1r   | -    | 0       |
| Tennis Masters Cup | -    | -    | -    | -    | -    | -    | -    | -    | -    | -    | -    | -    | 0       |

### Dobles (1)
| Leyenda                |
| Grand Slam (0)         |
| Tennis Masters Cup (0) |
| ATP Masters Series (0) |
| ATP Tour (1)           |

| N.º | Fecha              | Torneo  | Superficie | Pareja         | Oponentes en la final        | Resultado |
| --- | ------------------ | ------- | ---------- | -------------- | ---------------------------- | --------- |
| 1.  | 3 de enero de 2000 | Chennai | Dura       | Julien Boutter | Saurav Panja Srinath Prahlad | 7-5 6-1   |

### Challengers (5)
| N.º | Fecha                   | Torneo       | Superficie    | Oponente en la final    | Resultado      |
| --- | ----------------------- | ------------ | ------------- | ----------------------- | -------------- |
| 1.  | 31 de julio de 2000     | Poznan       | Tierra batida | Adrian Voinea           | 6-4 3-6 7-6(4) |
| 2.  | 2 de julio de 2001      | Venecia      | Tierra batida | Nicolas Coutelot        | 6-7(5) 7-5 6-4 |
| 3.  | 21 de noviembre de 2005 | Luxemburgo   | Dura          | George Bastl            | 6-2 3-6 6-1    |
| 4.  | 31 de marzo de 2008     | Saint-Brieuc | Tierra batida | Marcel Granollers-Pujol | 6-2 4-6 6-1    |
| 5.  | 12 de mayo de 2008      | Zagreb       | Tierra batida | Carlos Berlocq          | 6-3 6-4        |